# Sol da Justiça
Sol da Justiça é o décimo quarto álbum ao vivo da banda mineira Diante do Trono. Foi gravado na cidade de Natal. No disco, o grupo consegue trazer uma nova influência musical em suas músicas, sendo diferente de Aleluia, seu antecessor. A orquestra da banda não se fez presente na obra.
O disco recebeu críticas mistas, tendo como pontos negativos as repetições e a voz anasalada de Valadão em "Eu Canto", a letra clichê de "Sol da Justiça". Entretanto, "Em meio a Tua Glória" é descrita como o destaque do trabalho.
A obra também foi a responsável por fazer o grupo receber sua primeira indicação ao Grammy Latino, na categoria Melhor álbum cristão em Língua portuguesa em 2012. Ainda recebeu diversas indicações ao Troféu Promessas.

## História

### Gravação
No dia 16 de julho de 2011, com um público estimado de 120 mil pessoas na Praia do Meio foi feita a gravação do álbum. Mas pelas fortes chuvas que antecederam àquele dia, a gravação foi prejudicada pelo tempo. Então, para resolver o problema, dois dias depois o grupo grava novamente o álbum, mas no Teatro Riachuelo, também em Natal.[carece de fontes?] Na gravação houve a participação de Asaph Borba e os ex-integrantes do grupo, que participaram de uma medley cantando as canções mais antigas do grupo.
Poucos dias do lançamento, o grupo também lançou um aplicativo exclusivo do álbum para smartphones, tablets e ipods.[carece de fontes?]

### Lançamento e Regravações
No dia 21 de setembro, na Expocristã, o disco já havia vendido mais de quarenta mil cópias no Brasil, e havia sido lançado dois dias antes.[carece de fontes?]
As canções "Hosana" (que cita a canção "Tempo de festa"), "Em meio à Tua glória", "A Ti a honra", "Meu coração" e "Tua paz" foram traduzidas e regravadas posteriormente para o álbum finlandês do grupo. "Meu coração" e "Tua paz" também integram o álbum Hillsong Global Project em português, como canções bônus.

### Recepção da crítica
| Críticas profissionais | Críticas profissionais |
| Avaliações da crítica  | Avaliações da crítica  |
| Fonte                  | Avaliação              |
| ---------------------- | ---------------------- |
| Super Gospel           | (mista)                |
| Gospel no Divã         | (mista)                |
| O Propagador           | [ 6 ]                  |

Sol da Justiça recebeu duas resenhas de diferentes site de crítica especializada cristã, e no geral os críticos se posicionaram de forma mista à obra. Marco Túlio Machado, através do Super Gospel destacou a melodia de "Grande" e "Em Meio a Tua Glória", considerada pelo autor a melhor canção da obra. Entretanto, frisou como ponto negativo as interpretações de Ana Paula Valadão em "Eu Canto". Marco também avaliou positivamente o trabalho de Vinícius e Jarley, arranjadores da obra, que segundo ele colocaram a musicalidade do grupo em qualidade e padrão internacional.
| “ | O único aspecto que permaneceu inerte foi Ana Paula Valadão. A cantora parece não ter assimilado totalmente esse conceito de inovação, pelo menos no que diz respeito a sua voz e interpretação. Em vários momentos ela continua a exagerar na potência das notas agudas e projeta a voz na região nasal. A cantora precisa dar uma atenção maior a aspectos concernentes à técnica vocal e ousar trazer, dela mesma, novidades que deem novo frescor e brilho a sua voz. | ” |

Já Rogério Oliver do Gospel no Divã avaliou negativamente "Me Ama" pela sua longa duração, que supera catorze minutos. Para ele, num disco que propunha ser mais comercial, a canção chegou para quebrar a proposta inicial e agradar somente os fãs do grupo. Contudo, destaca a mistura das guitarras e o som da bateria nas canções, trazendo uma sonoridade pop rock.
O guia discográfico do portal O Propagador, por sua vez, afirmou que a divisão entre álbum principal e bônus foi uma escolha insana, e defendeu que o repertório é bagunçado, com as longas durações de algumas faixas em detrimento de outras que poderiam estar no projeto principal e foram destinadas ao disco bônus.

## Faixas
| CD             |                                          |         |  |
| N.º            | Título                                   | Duração |  |
| 1.             | "Hosana"                                 | 07:53   |  |
| 2.             | "Grande"                                 | 06:43   |  |
| 3.             | "Quão grande és Tu (How great thou art)" | 04:51   |  |
| 4.             | "Eu canto (My heart sings worthy)"       | 12:04   |  |
| 5.             | "Onde?"                                  | 06:21   |  |
| 6.             | "Me ama (How He loves us)"               | 14:35   |  |
| 7.             | "Em meio à Tua glória"                   | 07:28   |  |
| 8.             | "Anseio (My soul longs)"                 | 07:44   |  |
| 9.             | "Sol da justiça"                         | 06:14   |  |
| Duração total: | Duração total:                           | 73:57   |  |

CD Bônus
| Tittulo                                                                                           | Solista                                                                                             |
| ------------------------------------------------------------------------------------------------- | --------------------------------------------------------------------------------------------------- |
| Medley Pentecostal                                                                                | Ana Paula Valadão                                                                                   |
| A Ti a Honra                                                                                      | Amanda Carius, Leticia Brandão, Marine Friesen                                                      |
| Quem nos Separará?                                                                                | Ana Paula Valadão                                                                                   |
| Meu Coração                                                                                       | Ana Paula Valadão                                                                                   |
| Tua Paz                                                                                           | Ana Paula Valadão                                                                                   |
| O Ar que Eu Respiro (Breathe)                                                                     | Ana Paula Valadão                                                                                   |
| Um                                                                                                | Ana Paula Valadão, Asaph Borba                                                                      |
| Medley Asaph                                                                                      | Ana Paula Valadão, Asaph Borba                                                                      |
| Medley DT (Quero Ser, Lugares Altos, Preciso de Ti, Quero Tocar-te, Leva-me, Águas Purificadoras) | Ana Paula Valadão, Helena Tannure, João Lúcio Tannure, Mariana Valadão, Nívea Soares, André Valadão |

DVD
| Tittulo                                          | Solista                                        |
| ------------------------------------------------ | ---------------------------------------------- |
| Hosana                                           | Ana Paula Valadão                              |
| Tempo de Festa                                   | Ana Paula Valadão                              |
| Medley Pentecostal                               | Ana Paula Valadão                              |
| Grande                                           | Ana Paula Valadão                              |
| Quão Grande És Tu (How Great Thou Art)           | Israel Salazar                                 |
| A Ti a Honra                                     | Amanda Carius, Leticia Brandão, Marine Friesen |
| Eu Canto (My Heart Sings Worthy)                 | Ana Paula Valadão, Ana Nóbrega, Israel Salazar |
| Meu Coração                                      | Ana Paula Valadão                              |
| Tua Paz (Música Incidental: Sou Feliz)           | Ana Paula Valadão                              |
| Onde?                                            | Ana Nóbrega                                    |
| Me Ama (How He Loves Us)                         | Ana Paula Valadão, Ana Nóbrega, Israel Salazar |
| Em Meio a Tua Glória                             | Ana Paula Valadão                              |
| Anseio (My Soul Longs)                           | Roberta Izabel                                 |
| Um                                               | Ana Paula Valadão, Asaph Borba                 |
| Medley Asaph (Jesus Em Tua Presença, Alto Preço) | Ana Paula Valadão, Asaph Borba                 |
| Sol da Justiça                                   | Ana Paula Valadão                              |

Extras
- Medley DT
- Making Of